# Pyrenees (Victoria)
Els  Pyrenees  són una serralada muntanyenca que es troba a l'estat de Victoria, Austràlia prop de la ciutat d'Avoca. Es tracta d'una regió vitícola.
L'altitud de la serralada és de l'ordre dels 220–375 m (722-1230 peus).

## Exploració
El primer europeu del qual es té coneixement que va visitar la zona va ser l'explorador i agrimensor Thomas Mitchell, en el seu viatge d'exploració del 1836. Les muntanyes li van recordar els Pirineus de Catalunya, on havia servit com a oficial de l'exèrcit en la guerra del francés, d'aquí el nom que els va donar. Va trobar la zona més humida i de clima més temperat que el de l'interior de Nova Gal·les del Sud, i va encoratjar als colons a ocupar les terres de la regió, que va descriure com "Austràlia Felix" (l'Austràlia Feliç).

## Vi
Les primeres vinyes es van plantar a la regió el 1848. En aquests darrers anys, la regió ha estat reconeguda com una important productora de vins negres amb cos, sobre la base de varietats de raïm Cabernet Sauvignon i Siraz.